# 測量標
測量標（そくりょうひょう）とは、測量法上の用語であり、測量に用いられる標識の総称を指す。測量法第10条第1項においては、測量標の保存性の観点から、「永久標識」、「一時標識」及び「仮設標識」に分類しており、その具体的例示として次のように掲げている。
- 永久標識　三角点標石、図根点標石、方位標石、水準点標石、磁気点標石、基線尺検定標石、基線標石及びこれらの標石の代りに設置する恒久的な標識（験潮儀及び験潮場を含む）[1]
- 一時標識　測標及び標杭[1]
- 仮設標識　標旗及び仮杭[1]

測量標の形状については、測量法施行規則第1条関係として別表第一にまとめられ、すべての測量についてその測量標の形状が統一されている。
また測量標の保全に関して、国土地理院の長の承諾を得ないで、基本測量の測量標を移転し、汚損し、その他その効用を害する行為をしてはならない。

## 永久標識
土地の上に設ける標識であって、永久に保存すべきものをいう。永久標識の素材は、長期間の保存を要することから、通常は石材を用いることを原則とするが、特に交通量が多い場所又はその他市街地に設置するときで、地下に埋設する方が保存上安全と思われる場合や、三角点で特に屋上に設置する場合には、金属標を用いることがある。また、精度の比較的低い基準点の測量標は、コンクリート製又は陶磁製とすることもある。

## 一時標識
測量に用いる測標及び測量を行った一時的な標識を示す標杭をいい、測量作業の終了後も数年間は保存を必要とするものである。

## 仮設標識
一時標識と同様な性格のものであるが、標識の保存期間が一層短く、およそその作業期間に限られるものである。